# Лелека-молюскоїд
Лелека-молюскоїд (Anastomus) — рід птахів з родини лелекових (Ciconiidae).

## Поширення
Рід включає два види: лелека-молюскоїд африканський (Anastomus lamelligerus) та лелека-молюскоїд індійський (Anastomus oscitans). Перший з них мешкає в Південно-Африканській Республіці і на Мадагаскарі, другий трапляється в Південно-Східної Азії.

## Опис
Великі птахи заввишки 80-94 см, вагою 1-1,3 кг. Лелека-молюскоїд індійський відрізняється сріблястим або білим оперенням, що поєднується з чорними хвостом та крилами. Лелека-молюскоїд африканський повністю чорний. Дзьоб довгий, міцний, жовтого або чорного кольору. Між верхньою та нижньою частиною щелеп є проміжок, що призначений для утримання мушель мідій та інших молюсків, якими вони живляться. Крім молюсків в раціон входять невеликі ракоподібні.

## Спосіб життя
У кладці до трьох яєць. Ці тварини є перелітними птахами, які уникають характерних для субтропічних широт посух.

## Галерея

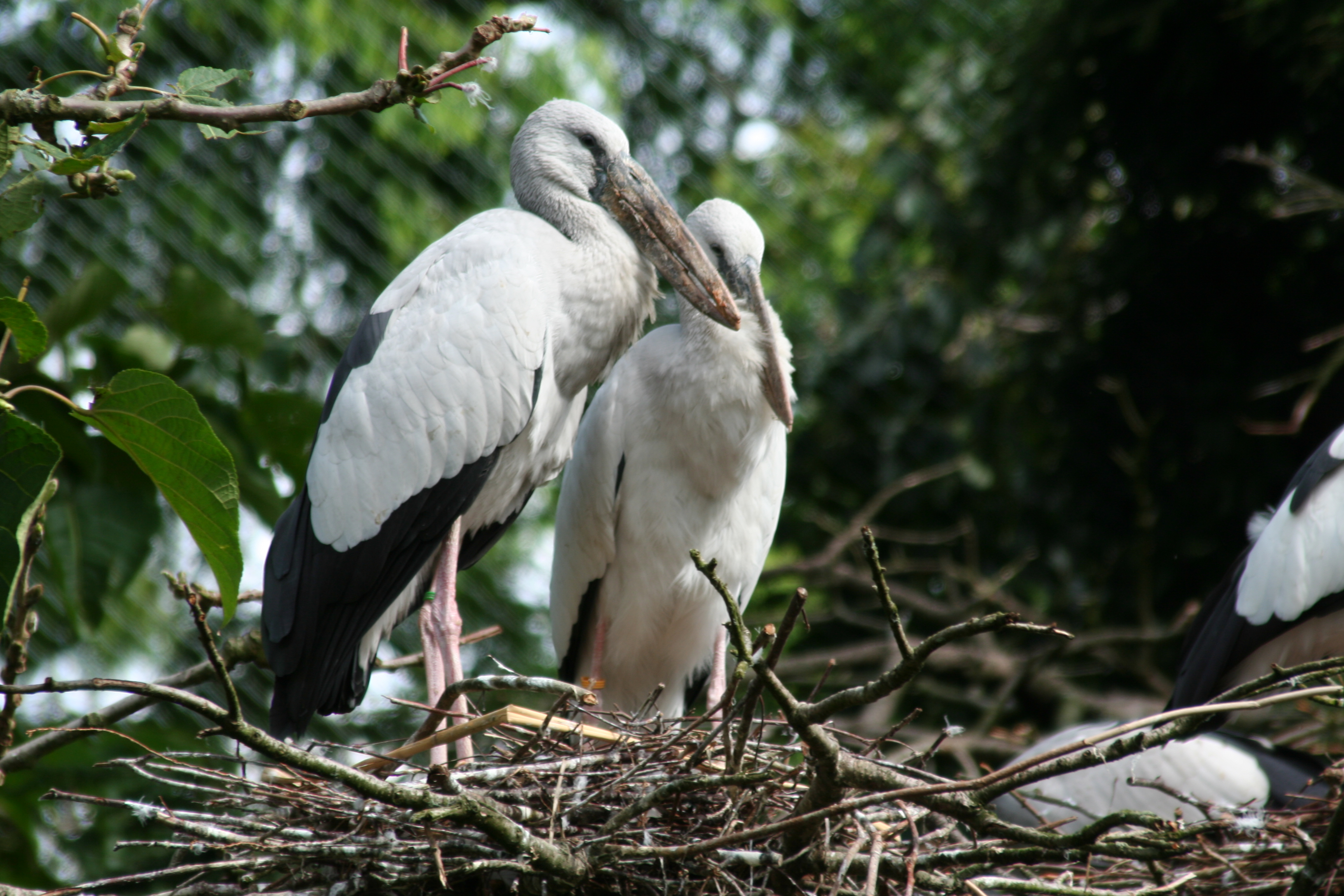
Anastomus oscitans
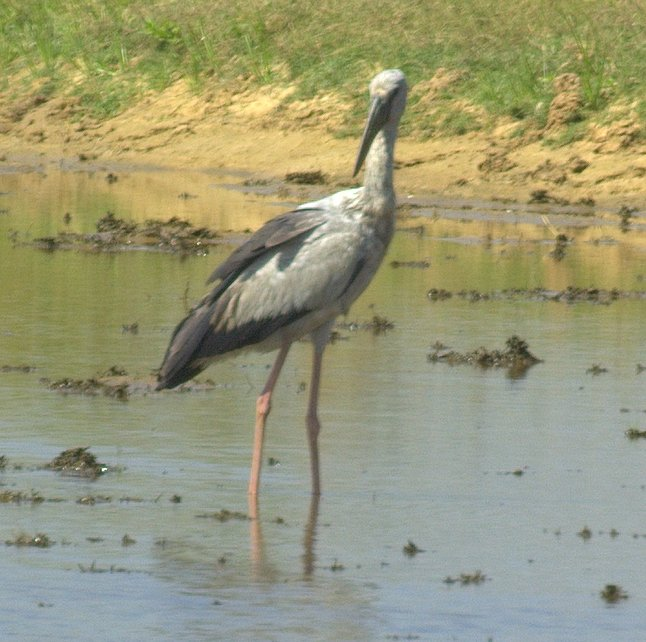
Anastomus oscitans
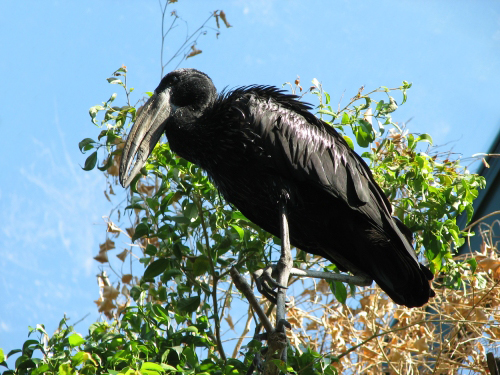
Anastomus lamelligerus
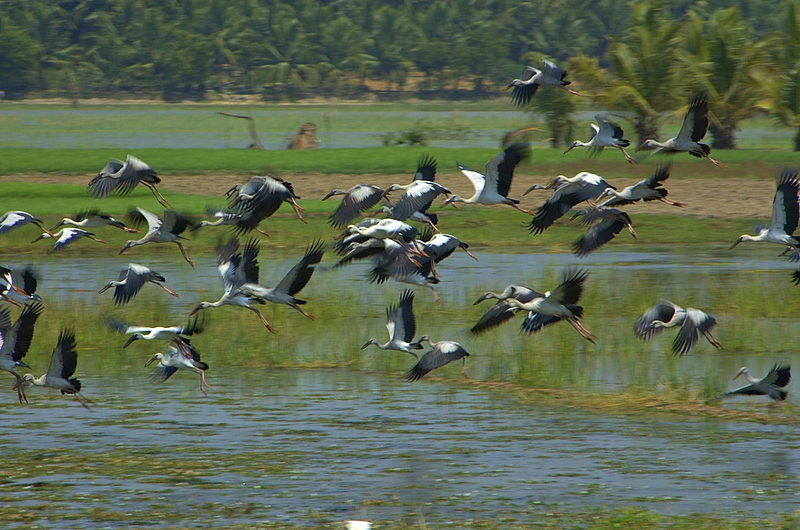
Anastomus oscitans